# ソナタ (アッテルベリ)
ソナタ ロ短調 作品27 は、クット・アッテルベリが作曲した唯一の独奏楽器のためのソナタ。弦楽器（ヴァイオリン、ヴィオラもしくはチェロ）またはホルンとピアノで演奏可能となっている。

## 概要
本作は1925年に完成された。構想時にはチェロ（作曲者が得意としていた）が想定されていたが、1930年に出版された際にはチェロ、ヴィオラまたはヴァイオリンとピアノのためのソナタとされた。チェロ版は1925年の初冬に王立音楽アカデミーのオルガン・ホールにおいて作曲者自身によって演奏された。数か月後に国際現代音楽協会の演奏会でも披露されている。
1955年にドメニコ・チェッカロッシの要請により、ホルンとピアノのための版が制作されることになった。

## 楽曲構成
伝統的な3楽章制を採用している。
1. Allegro
2. Adagio molto
3. Allegro energico, poco pesante

大胆な第1楽章はロマン派の伝統に沿っており、第2楽章はスウェーデン民謡の影響をみせる。第3楽章は技巧的な終曲である。